# Ana Alice
Ana Alice Luciano da Silva, mais conhecida simplesmente como Ana Alice (Porto Firme, 14 de março de 1989), é uma futebolista brasileira que atua como zagueira. Atualmente, joga pelo Santos.

## Carreira
Ana Alice nasceu em Porto Firme, Minas Gerais e começou a carreira como jogadora do Atlético Mineiro, em 2008.
Na sequência, a zagueira teve passagens pelo Juventus e Botucatu, além de experiências internacionais no Kiryat Gat de Israel e no Benfica de Portugal.
Entre 2012 e 2016, atuou pelo Rio Preto, onde conquistou o Campeonato Brasileiro em 2015 e o Bicampeonato Paulista.
Ana Alice ainda jogou pela Seleção Brasileira, quando a equipe era comandada pela técnica Emily Lima. Em 2016, fez parte do time que conquistou o Torneio Internacional de Futebol Feminino, que aconteceu em Manaus.
Em setembro de 2019, foi contratada pelo Grêmio para a disputa do Gauchão Feminino.
Em 2020, acertou com a Ferroviária e logo no primeiro ano conquistou a Copa Libertadores da América, marcando 3 gols na competição. Na temporada 2022, atuou em 25 jogos e anotou três gols. No fim de 2022 deixou o clube, onde disputou três Libertadores e ao todo disputou 70 jogos.
No início de 2023, acertou com o São Paulo. Atuando pelo Tricolor, foi eleita melhor zagueira do Campeonato Paulista em 2023.
Em janeiro de 2025, foi anunciada pelo Santos, com contrato até 31 de dezembro daquele ano.

## Títulos
Rio Preto
- Campeonato Brasileiro: 2015
- Campeonato Paulista: 2016, 2017

Kiryat Gat
- Liga de Israel: 2016/17, 2017/18

Benfica
- Taça de Portugal: 2018/19

Ferroviária
- Copa Libertadores da América: 2020

Seleção Brasileira
- Torneio Internacional de Futebol Feminino: 2016

Individuais
- Melhor zagueira do Campeonato Paulista: 2023